# ばあじんロード
『ばぁじんロード』は、週刊ヤングジャンプにて1982年25号（6月10日号）から1983年34号（8月11日号）まで連載されていた金井たつおによる漫画である。

## あらすじ
主人公の麻美は両親を事故で失い、弟と二人暮らし。父親に世話になっていた裕福なホテル王の伊達から援助を受けるうちに愛人関係となり、月々の契約を結んでいる。しかし真面目な麻美はその関係に戸惑い、関係を解消するものの、結局、伊達とお互いに真剣な恋愛感情を持っていることを確認する。

## 書誌情報
集英社〈ヤングジャンプコミックス〉、全6巻
- 第1巻「麻美の秘密」
- 第2巻「新しき道」
- 第3巻「ウワサ」
- 第4巻「麻美の告白」（1983年9月25日初版発行）
- 第5巻「勇気を持って!!」（1983年12月25日初版発行）
- 第6巻「旅立つ日」（1984年2月25日初版発行）

現在、集英社による書籍版は絶版であるが、電子書籍やコミックパークによる書籍版が購読可能。

## 映画版『ばあじんロード』
1984年の小泉今日子主演映画『生徒諸君!』の製作者と監督によって製作された。各地で派手な公開オーディションを行い、その結果選ばれた当時17歳の松永レイがヌードやベットシーンを披露しているが、製作者のトラブルなどからお蔵入りした。1989年7月21日にTBSで放映され、同年にパックインビデオよりVHSビデオが発売された。

### キャスト
- 青葉麻美 - 松永レイ
- 伊達光正 - 広岡瞬
- 広橋校長 - 加藤武
- 野球部監督 - 小林稔侍
- 校医 - 鈴木清順
- 林田菊子 - 若林志穂
- 沢木勇 - 太田直人
- 青葉哲夫 - 山越正樹
- 伊達絹代 - 宝生あやこ
- 阿部祐二、荒木寿美子、白木万理、西川ひかる、榎木兵衛、鹿取容子、久保菜穂子、佐々木すみ江、沼田爆、泉福之助、下川江那、小早川正昭、相馬剛三、林家こん平、渡嘉敷勝男　ほか

### スタッフ
- 監督・脚本：西河克己
- 音楽：甲斐正人（編曲：埜邑紀見男）
- 撮影：鈴木耕一
- 美術：今保太郎
- 照明：山口利雄、稲葉好治
- 録音：川島一郎
- 編集：鈴木晄
- 助監督：岩下輝幸
- 制作主任：竹下昌利
- 製作・企画：市川晃一
- プロデューサー：深町秀照、河瀬光、石橋俊行
- 劇中アニメーション：東映動画
- 製作協力：東映演技研修所、東映東京撮影所